# رود گیدا
رود گیدا (انگلیسی: Gyda River) یک رودخانه در ناحیه خودگردان یامالو-ننتس کشور روسیه است.